# Mohsen Fakhrizadeh
Mohsen Fakhrizadeh Mahabadi (persiska: محسن فخری‌زاده مهابادی) född 1958 i Qom, död 27 november 2020 i Absard, var en iransk kärnfysiker och vetenskapsman. Han anses ha varit den drivande kraften i utvecklandet av en iransk atombomb. Fakhrizadeh dödades i ett attentat som Iran anser att Israel låg bakom. 

## Biografi
Efter den iranska revolutionen 1979 anslöt sig Fakhrizadeh till det islamiska revolutionsgardet. Han avlade doktorsexamen vid Universitetet i Isfahan(en) och utnämndes 1991 till professor i fysik vid Imam Hossein-universitetet(en). Han anses ha varit ledare för flera projekt, bland annat Green Salt Project(en) och AMAD-projektet(en) som syftat till att ta fram anrikat uran samt utveckla kärnvapen. Han har kallats "den iranska bombens fader", och var den ende namngivne forskaren i IAEA:s "slutgiltiga bedömning" av Irans kärnenergiplaner år 2015. Iran har förnekat att landet har något intresse i att utveckla kärnvapen, och sagt att dess forskning är för fredliga syften.
Fakhrizadeh dödades den 27 november 2020 i ett attentat där hans bil besköts. Attentatet antogs först ha utförts av attentatsmän, men har senare angetts ha utförts med hjälp av ett autonomt satellitstyrt skjutvapen. Iran har pekat ut Israel som ansvarigt för dådet; något som bidragit till att skärpa motsättningarna mellan de två staterna.